# Тятива

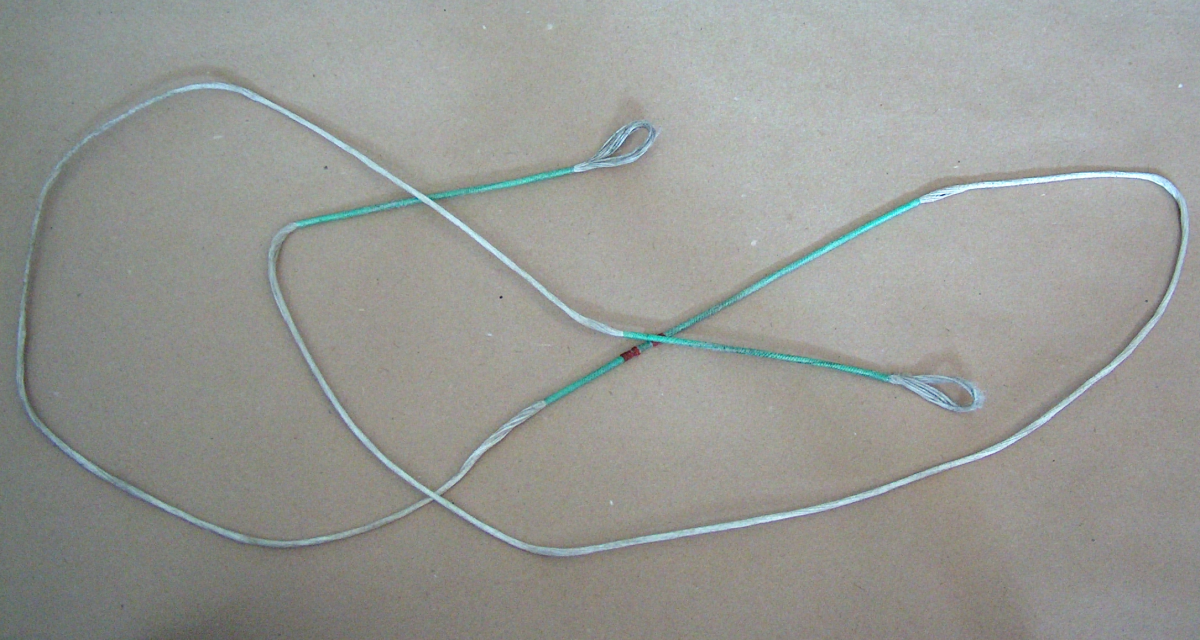
Тятива спортивного лука

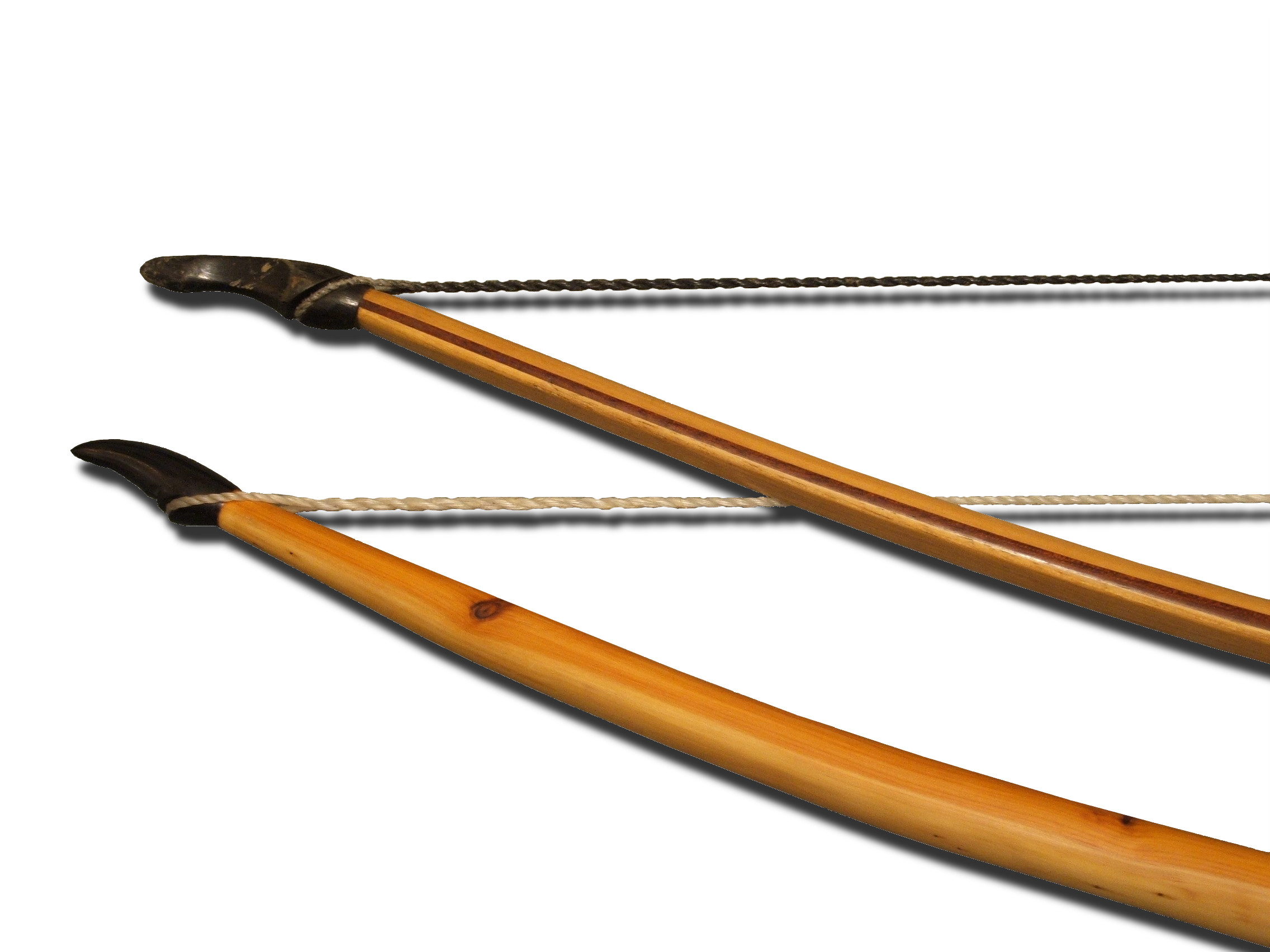
Тятива кріпиться до кінців лука

Тятива́ (від прасл. *tętiva) — ремінь, мотузка, струна і т. ін., що туго стягує кінці лука. Служить для запуску стріли. Бажано, щоб тятива якнайменше важила, була стійкою до тертя й вологи. Маса має найбільше значення в центрі тятиви; один грам зайвої маси в середині тятиви уповільнює стрілу, так само як 3,5 зайвих грами на кінцях тятиви.

## Види тятиви
Найчастіше тятиву роблять простою, перекрученою або перевитою.
Проста тятива робиться з нитки, скрученої в один шнур. Такі тятиви використовувалися і продовжують використовуватися в багатьох частинах світу і їх можна досить швидко виготовити. Однак вони занадто слабкі для своєї ваги і можуть прийти в непридатність, якщо їх не тримати в постійному натязі. Зазвичай вони кріпляться до лука на кожному кінці.

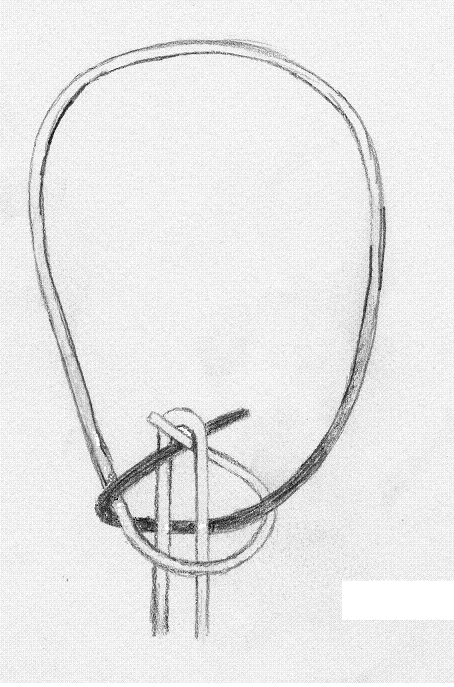
Вузол на тятиві східного типу

Перекручена тятива традиційно використовується в Європі та в Північній Америці і робиться здебільшого з природних матеріалів. При виготовленні широко використовують лляні й прядив'яні нитки. Такий вид виготовлення також використовується для сучасних матеріалів. Перекручена нитка зроблена з окремих зв'язок ниток і кожна зв'язка індивідуально перекручена в одному напрямку, а вся група зв'язок перекручена в іншому напрямку. Результатом є те, що така тятива більш міцна для того ж вантажу, ніж проста або перевита тятива, і тримається краще, ніж проста тятива. Інша перевага полягає в тому, що вся товщина тятиви проходить в зарубку на стрілі, де знос тятиви зазвичай найбільший. Додаткові нитки також можуть бути укладені в зарубки на луці для тятиви і для стріли, — ці ділянками найімовірнішого зносу тятиви. Тятива може прикріплятися до лука на кожному кінці кріпильним вузлом.
Перевита тятива робиться з одного або багатьох витків матеріалу. Сучасні тятиви часто робляться з одного протяжного витка: потім він служить для додання остаточної форми. Недоліки полягають у меншій кількості волокон на кінцях, де найвірогідніший знос; це може бути усунуто постійним доглядом за тятивою.
«Нескінченна петля» робиться з декількох витків тятивної нитки. Тятива містить як правило 10-16 тятивних ниток в поперечнику. Вушка тятиви обмотуються захисною ниткою. Також захищається центральна частина тятиви.

## Матеріал тятиви
Традиційні матеріали включають льон, прядиво, інші рослинні волокна, сухожилля, шовк та сиром'ятну шкіру. У непередбачених ситуаціях може використовуватися майже будь-яке волокно. Природні волокна незвичайні для сучасного вигнутого лука або складеного лука, але все ще ефективно застосовуються в традиційних луках з деревини або із складових частин.
Широко використовуються сучасні матеріали з більшою вагою, ніж у будь-якого природного матеріалу, і вони більшою мірою не вразливі до дії води.